# 1633 год в России
Царствование: 1613—1645 — Михаила Фёдоровича

## События
- 1632—1634 — русско-польская война из-за смоленских и чернигово-северских земель, утраченных Московским царством в войне 1605—1618[1]:
  - 1632—1634 — Роменские походы. Три удачных похода русских войск на Ромен (Ромны)[2].
  - 3—20 января — осада Стародуба[3].
  - Январь — окружение Смоленска. План М.Б. Шеина с помощью осады не удался в связи с отсутствием артиллерии[4].
  - Март — к Смоленску подошла осадная русская артиллерия[4].
  - Май-июнь — безрезультатная осада Путивля польско-казацкими войсками.
  - 26 мая (5 июня) — неудачный штурм Смоленска[4].
  - 10 (20) июня  — неудачный штурм Смоленска. Осаде мешали вылазки отрядов гетмана Х. (К). Радзивилла из села Красное близ Смоленска[4].
  - 3 июня — русские отряды совершают рейд на Полоцк[5].
  - Август — к Смоленску подошёл Владислав IV с большим войском; русские войска оказались отрезанными и прижатыми к стенам города (см. Осада Смоленска (1632—1633)).
  - 22—24 августа — осада Чернигова[6].
  - Октябрь — Владислав IV снимает осаду со Смоленска, а польско-литовские войска обошли русскую армию и окружили её[4].
- 2 июня — рождение царевича Ивана[7].
- Июль — Джанибек-Гирей вновь направил на Русское государство войско Крымского ханства, под руководством своего сына Мубарак-Гирея, которое разграбило 17 уездов, угнало в неволю около 5 тысяч человек. Этот набег оказал непосредственное влияние на ход русско-польской войны, т.к. служилые люди бежали из русского войска спасать свои семьи и поместья, а русское правительство было вынуждено направить часть сил из-под Смоленска на укрепление южных границ[8].
- Учреждение патриархом Филаретом греко-латинской патриаршей школы в Чудовом монастыре[1].
- 1 октября — смерть патриарха Филарета[1].
- Октябрь — Грамотин Иван Тарасьевич, сосланный в 1626 году в Алатырь по ложному обвинению патриарха Филарета, амнистирован и в третий раз возглавил Посольский приказ в 1634 году[9].
- По заказу митрополита Петра Могилы выполнены масштабные поновления Софийского собора в Киеве и перестроена его верхняя часть в стиле барокко (проект архт. О. Манчини)[10].
- В Россию прибыло посольство Османской империи[11].
- Морозов Борис Иванович назначен воспитателем ("дядькой") царевича, будущего царя Алексея Михайловича. Включил в программу обучения: география, астрономия, фортификация, инженерное и военное дело[12].
- Кузнецкий острог отразил нападение киргизов, томских и кузнецких татар, телеутов и джунгаров[13].
- Местничество: 
  - Черкасский Иван Борисович — отказ от вручения грамоты за печатями членов Боярской думы шведским послам[14].
  - Одоевский Никита Иванович, Куракин Фёдор Семёнович против боярина Черкасского Дмитрия Мамстрюковича[14].
  - Шаховской Иван Фёдорович и Пожарский Дмитрий Михайлович[14].

## Землепроходцы
- Казачья экспедиция Ивана Реброва к устью Лены[1].
- 1633—1635 — Перфильев Иван и Ребров Иван первыми плавали в море Лаптевых, где открыли бухту Буор-Хая, Оленёкский и Янский заливы с устьями одноимённых рек (Оленёк и Яна)[15].
- 1633—1635 — экспедиция купцов и казаков под начальством землепроходца Ильи Перфильева, который прошёл всё течение р. Яна и западную часть Яно-Индигирской низменности[1][15].
- Землепроходец Собанский Пётр проник в горы Алтая, проследил течение реки Бия и обнаружил Телецкое озеро[15].
- Обнаружение залежей меди в верховьях Камы; возведение первого медеплавильного завода[1].

## Города и Поселения
- Крепость Валуйки была захвачена и полностью сожжена отрядом полтавского полковника Я. Острянина, пришедшим из Речи Посполитой (восстановлена в 1634 году)[16].
- Крымскими татарами полностью сожжена город-крепость Венёв[17].

## Руководители приказов
| Года      | Приказ                    | Ф,И,О главы                     | Примечания         |
| --------- | ------------------------- | ------------------------------- | ------------------ |
| 1622-1642 | Большой казны             | Черкасский Иван Борисович       | С перерывом в 1638 |
| 1622-1642 | Иноземский приказ         | Черкасский Иван Борисович       | С перерывом в 1638 |
| 1622-1642 | Стрелецкий приказ         | Черкасский Иван Борисович       | С перерывом в 1638 |
| 1622-1637 | Аптекарский приказ        | Черкасский Иван Борисович       |                    |
| 1624-1634 | Казанского дворца         | Черкасский Дмитрий Мамстрюкович |                    |
| 1633      | Царская мастерская палата | Морозов Борис Иванович          |                    |
| 1630-1661 | Разрядный приказ          | Гавренёв Иван Афанасьевич       | Думный дьяк        |

## Воеводы[21]
| Года      | Город     | Ф,И,О воеводы                             | Примечания |
| --------- | --------- | ----------------------------------------- | ---------- |
| 4 апреля  | Алатырь   | Высоцкий Леонтий                          |            |
| 1633-1634 | Арзамас   | Шаховской Никита Леонтьевич               |            |
| 1632-1635 | Астрахань | Трубецкой Алексей Никитич                 |            |
| 1632-1633 | Берёзов   | Мешков-Плещеев Алексей Афанасьевич        |            |
| 1633-1634 | Болхов    | Свиязев Иван Захарьевич                   |            |
| 1630-1633 | Брянск    | Ромодановский Василий Григорьевич Большой | Стольник   |
| 1633-1634 | Белгород  | Волынский Михаил Петрович                 | Стольник   |

## Родились
- Иван Михайлович (2 [12] июня 1633 — 10 [20] января 1639) — царевич, сын царя Михаила Фёдоровича и царицы Евдокии Лукьяновны.
- Троекуров, Иван Борисович (1633—1703) — государственный деятель из княжеского рода Троекуровых; комнатный стольник, боярин, воевода в Киеве.

## Умерли
- Годунова, Ирина Никитична (ум. 1633) — дочь Никиты Романова, сестра Фёдора Никитича Романова (патриарха Филарета).
- Дионисий Радонежский (ок. 1570, Ржев — 25 мая 1633 года, Троице-Сергиева Лавра) — архимандрит Троице-Сергиевой лавры, святой.
- Долгоруков, Владимир Тимофеевич (1569—1633) — военный и государственный деятель, дворянин московский, стольник, воевода и боярин.
- Плещеев, Фёдор Кириллович — воевода, один из деятелей Смутного времени.
- Филарет (Патриарх Московский) (ок. 1554 — 1 [11] октября 1633) — церковный и политический деятель Смутного времени и последующих лет; отец первого царя из рода Романовых — Михаила Фёдоровича.
- Хлопова, Мария Ивановна (? — до марта 1633) — наречённая невеста царя Михаила Фёдоровича.
- Щербатов, Лука Осипович (? — 1633) — дворянин московский и воевода.